# Matt Nava
Pour les articles homonymes, voir Nava.
Matt Nava est un directeur artistique de jeu vidéo américain. Il a grandi à Ojai, Californie. Après avoir travaillé pour thatgamecompany, il a cofondé le studio Giant Squid (en) dont il est le directeur créatif.
En 2014, il est cité dans la liste 30 Under 30 du magazine Forbes

## Ludographie
- Flower (2009)
- Journey (2012)
- Abzû (2016)
- The Pathless (2020)